# Psychoda tumorosa
Psychoda tumorosa és una espècie d'insecte dípter pertanyent a la família dels psicòdids.

## Descripció
- La femella fa 0,82-1,10 mm de llargària a les antenes (0,97-1,27 en el cas del mascle), mentre que les ales li mesuren 1,47-1,92 de longitud (1,27-1,70 en el mascle) i 0,62-0,85 d'amplada (0,57-0,75 en el mascle).
- Les antenes presenten 16 segments.[2]

## Distribució geogràfica
Es troba a l'arxipèlag de Bismarck (Papua Nova Guinea).